# Szpilman Award

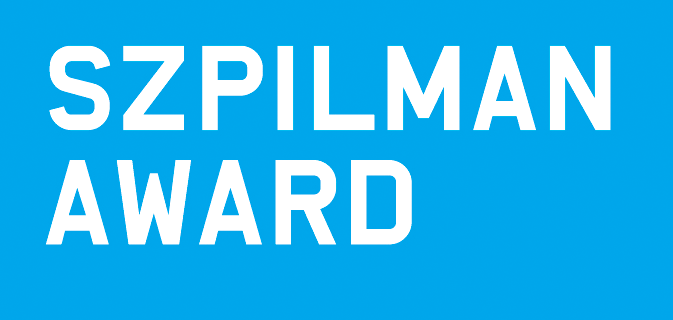
Das Szpilman-Award-Logo.

Der Szpilman Award ist ein Kunstpreis, der von 2003 bis 2014 jährlich vergeben wurde. Der Szpilman Award wird für Arbeiten verliehen, die nur für einen Moment oder einen kurzen Zeitraum existieren. Gefördert werden sollen Arbeiten, die in ihrer Form aus flüchtigen Situationen bestehen. Der Szpilman Award wurde erstmals 2003 verliehen und ist seither der weltweit einzige Preis für ephemere Kunst. Er ist öffentlich ausgeschrieben.

## Hintergrund
Der Szpilman Award wurde 2003 ins Leben gerufen. Er ist initiiert, finanziert und organisiert von der deutschen Künstlergruppe Szpilman.
Zu Beginn war der Preis deutschlandweit ausgeschrieben; bereits 2004 öffnete er sich für Europa. Das öffentliche Interesse wurde größer und 2006 wurde der Preis dann weltweit ausgeschrieben. Im Jahr 2015 wurde eine Pause für die Vergabe des Preises angekündigt, die nach Informationen auf der Homepage zumindest bis 2020 andauert.
Die Jury ist international mit Kunstexperten besetzt. Der Vorjahressieger ist immer Mitglied der Jury.
Der Preisträger erhält ein Jackpot-Stipendium. Dieses besteht aus drei Teilen: einem Wanderpokal, zehn Tage Unterkunft in Cimochowizna (Polen) inklusive An- und Abreise und einer Bargeldsumme. Der Geldbetrag ist dynamisch. Parallel zur Wettbewerbsausschreibung sammelt Szpilman die Gelder für das Stipendium.

## Gewinner und Finalisten
| Jahr | Gewinner                                                  | Arbeit                                                               | Engere Auswahl | Notizen |
| ---- | --------------------------------------------------------- | -------------------------------------------------------------------- | --- | ------- |
| 2003 | Julia Weidner (Deutschland)                               | 'Keep on'                                                            | Shannon Bool David Borchers Karin Felbermayr Stefan Hurtig Alice Musiol Gudrun Schuster                                                |         |
| 2004 | Catrin Bolt (Österreich)                                  | 'Ausstellung in der galerie.kärnten'                                 | Shannon Bool David Borchers & Gregor Schubert Matthias Lehmann Alice Musiol Gloria Zein                                                |         |
| 2005 | Albert Heta (Kosovo)                                      | 'Embassy of the Republic of Kosova, Prague, Czech Republic'          | Wolfgang Breuer C5 Sarah Ortmeyer Michael Part Simone Slee Adrian Williams                                                             |         |
| 2006 | Martin Flemming (Deutschland)                             | 'Wenn jeder denkt, es ist für alle, dann füttert niemand die Fische' | Oleg Burjan Pol Matthé Stefanie Trojan                                                                                                 |         |
| 2007 | Doug Fishbone (Großbritannien) Michał Sznajder (Polen)    | 'Untitled (Muslim in Cage in Freud Museum)' 'Here'                   | Evangelia Basdekis Anja Brendle & Sebastian Höhmann MeMe Marc Nothelfer Poison Idea                                                    |         |
| 2008 | Kamila Szejnoch (Polen)                                   | 'Swing'                                                              | Giorgina Choueiri Julia Dick Sai Hua Kuan Kate Mitchell Chris Richmond                                                                 |         |
| 2009 | Hank Schmidt in der Beek (Deutschland)                    | 'In den Zillertaler Alpen'                                           | Jennyfer Haddad Gerard Herman Jaroslav Kyša Roy Menahem Markovich Alexander Thieme                                                     |         |
| 2010 | Sara Nuytemans & Arya Pandjalu (Niederlande & Indonesien) | 'Treebute from Yogya'                                                | Anna Gohmert Jennyfer Haddad Maria Victoria Muñoz Castillo Berndnaut Smilde Tomas Werner                                               |         |
| 2011 | Jaroslav Kyša (Großbritannien)                            | 'The Barrier'                                                        | Jaś Domicz David Horvitz Petr Krátký Jinho Lim Péter Szabó                                                                             |         |
| 2012 | Miná Minov (Bulgarien)                                    | 'Bribe a Jury'                                                       | Kush Badhwar Alex Jones Max Schranner Amanda Wachob                                                                                    |         |
| 2013 | Luuk Schröder (Niederlande)                               | 'Untitled'                                                           | Vojtěch Fröhlich, Ondřej Mladý, Jan Šimánek & Vladimír Turner Ilisie Remus Marwin Rüffer RoByn Thompson Dominic Watson                 |         |
| 2014 | Paweł Stasiewicz (Polen)                                  | '1,2,3,4'                                                            | Robert Mădălin Demeter Alexis Dworsky & Joachim Kaiser Dávid Gutema & Dávid Mikulán Lodewijk Heylen Paweł Stasiewicz Maciej Szczęśniak |         |

## Jury
- Bernd Euler (Deutschland)
- Lise Harlev (Dänemark)
- Anna Henckel-Donnersmarck (Deutschland)
- Leonard Kahlcke (Großbritannien)
- Patrick Koch (Deutschland)
- Tina Kohlmann (Grönland)
- Claus Richter (Deutschland)
- Tina Schott (Belgien)
- Michał Sznajder (Polen)
- Gewinner des Vorjahres